# NGC 334
NGC 334 é uma galáxia espiral barrada (SBb) localizada na direcção da constelação de Sculptor. Possui uma declinação de -35° 06' 56" e uma ascensão recta de 0 horas, 58 minutos e 49,8 segundos.
A galáxia NGC 334 foi descoberta em 25 de Setembro de 1834 por John Herschel.